# Mittellanger Film
Ein mittellanger Film oder Mittellangfilm ist ein Spielfilm, dessen Spieldauer zwischen der eines Kurzfilms und der eines Langfilms liegt.

## Sprachgebrauch
Die Bezeichnung Mittellangfilm im Sinne einer eigenen Spielfilmgattung ist im deutschen Sprachraum kaum verbreitet. Auch im angelsächsischen Bereich, speziell im Hollywood-System, ist die Kategorie ungebräuchlich. Der Begriff wird vor allem in Ländern mit romanischen Sprachen benutzt, etwa französisch moyen métrage, italienisch mediometraggio und spanisch mediometraje. Die französische Filmförderungsbehörde CNC definiert Filme mit einer Dauer zwischen 30 und 60 Minuten als moyen métrage. Die brasilianische Filmförderungsgesetzgebung kategorisiert bereits Spielfilme mit einer Dauer von mehr als 15 und bis zu 60 Minuten als média metragem. Deutschsprachige Festivals legen für mittellange Filme Laufzeiten zwischen etwa 20 und 69 Minuten zugrunde.

## Filmfestivals
Ein bekanntes Filmfestival für Mittellangfilme ist das Experimentalfilmfestival Hors Pistes in Paris, das vom Centre Georges Pompidou in Kooperation mit der französischen Kurzfilmagentur Agence du court métrage veranstaltet wird. Dort wurde 2005 erstmals die Kategorie Moyen métrage eingerichtet. Ebenfalls in Frankreich findet seit 2004 das Festival du Cinéma de Brive – Rencontres du moyen métrage statt. In Spanien existiert seit 2008 das Filmfestival La Cabina in Valencia, das ausschließlich Mittellangfilme zwischen 30 und 60 Minuten zeigt. Ein weiteres Festival, das sich (neben Kurzfilmen) dezidiert auch auf Mittellangfilme spezialisiert hat, ist das Festivalul Internaţional de Scurt şi Mediu Metraj NexT in Bukarest.
Seit 2007 gibt es beim FILMZ – Festival des deutschen Kinos in Mainz einen eigenen Wettbewerb für mittellange Filme. Das Filmfestival Max Ophüls Preis führte 2008 den mittellangen Film als eigene Wettbewerbskategorie ein. Hier liegen die Laufzeitvorgaben zwischen 20 und 69 Minuten respektive 25 und 60 Minuten. Auch das Turiner Filmfestival besaß 1986 und 1988 einen eigenen Wettbewerb für Mittellangfilme.

## Forum für Mittellange Filme
Um dem mittellangen Format eine eigene Plattform zu geben, wurde im März 2018 der Verein Forum für Mittellange Filme ins Leben gerufen. Mit Sitz in Saarbrücken engagiert er sich vorrangig für die Implementierung mittellanger Filmformate bei TV-Sendern und VoD-Plattformen und deren Reputation auf internationalen Filmfestivals. Vorsitzende ist die Kuratorin Marisa Winter, Mitbegründerin der Sektion „mittellanger Film“ des Filmfestivals Max-Ophüls-Preis.

## Bekannte Mittellangfilme
- Das goldene Zeitalter, Regie: Luis Buñuel (Frankreich 1930)
- Kiss, Regie: Andy Warhol (USA 1963)
- The War Game, Regie: Peter Watkins (Großbritannien 1965)
- La cabina, Regie: Antonio Mercero (Spanien 1972)
- Dekalog (Filmreihe), Regie: Krzysztof Kieślowski (Polen 1988/1989)
- Die Gebrüder Skladanowsky, Regie: Wim Wenders (Deutschland 1995)